# Halfmoon Cove
Die Halfmoon Cove (englisch für Halbmondbucht) ist eine Nebenbucht der Admiralty Bay von King George Island im Archipel der Südlichen Shetlandinseln. Sie liegt zwischen dem Shag Point und dem Rakusa Point.
Ihren deskriptiven Namen erhielt die Bucht durch die US-amerikanischen Ornithologen Wayne Z. Trivelpiece und Nicholas J. Volkman, die von 1977 bis 1978 als Gastwissenschaftler auf der polnischen Arctowski-Station tätig waren.